# 錢君銜
錢君銜（1981年11月3日—），臺灣男藝人，與他的弟弟錢君仲以口技與表演而打開知名度，其擁有臺北市街頭藝人執照，但目前於高中任教。

## 電視劇
| 年份   | 頻道             | 劇名                          | 飾演       |
| ------ | ---------------- | ----------------------------- | ---------- |
| 2008年 | 中視             | 翻滾吧！蛋炒飯                | 福氣里里民 |
| 2009年 | 民視             | 終極三國                      | 文醜       |
| 2010年 | 東森幼幼台       | 萌學園2聖戰再起               | 類固醇     |
| 2010年 | 三立台灣台       | 家和萬事興                    | 三柱       |
| 2011年 | 台視             | 田庄英雄                      | 葉木菁     |
| 2012年 | 華視             | 粉愛粉愛你                    | 大錢       |
| 2012年 | 台視             | 東門四少                      | 蒜頭       |
| 2016年 | 華視             | 莒光園地 軍紀教育單元劇－貪禍 | 江國恩     |
| 2021年 | 台視、三立都會台 | 一個屋簷下                    | 尤導       |

## 舞台劇
- 故事工廠《3個諸葛亮》（演出）
- 故事工廠《變聲偵探》（共同創作發想、演出）

## 廣告
- 2007年 億聯光纖廣告
- 2010年十八銅人行氣散 （页面存档备份，存于）

## 外部連結
- 錢君銜的Instagram帳戶